# Папић
Папић (алб. Papiq) је насељено место у општини Дечани, на Косову и Метохији. Према попису становништва из 2011. у насељу је живело 174 становника.

## Становништво
Према попису из 2011. године, Папић има следећи етнички састав становништва:
| Националност | 2011.        |
| Албанци      | 173 (99,43%) |
| недоступно   | 1 (0,57%)    |
| Укупно       | 174          |

| Демографија | Демографија | Демографија |
| Година      | Становника  | Становника  |
| ----------- | ----------- | ----------- |
| 1948.       | 80          |             |
| 1953.       | 99          |             |
| 1961.       | 209         |             |
| 1971.       | 160         |             |
| 1981.       | 169         |             |
| 1991.       | 343         |             |
| 2011.       | 174         |             |